# Бессьер (мост)
Мост Бессье́р — арочный мост через долину реки Флон в швейцарском городе Лозанне. Соединяет холм Ситэ с проспектом Мон-Репо.
Первый проект моста на этом месте датируется 1839 годом. Реализация плана началась с пожертвования 500 тысяч швейцарских франков банкиром Шарлем Бессьером. В 1899 году был объявлен конкурс, в котором победил местный архитектор Эжен Йост. Мост построен из литой стали в 1910 году. Имеет длину 120 м, высоту 23 м. Назван в честь банкира мецената Шарля Бессьера. По сторонам моста установлены декоративные пилоны высотою 11 метров. Общая длина моста составляет 160 м, расстояние между опорами — 81 м. Ширина — 15 м, включая 9 м проезжей части и 6 м тротуара по сторонам. В 2007 году в опоры моста был встроен нижний метромост линии М2 Сен-Мартин.